# Avere
In ragioneria, l'avere è una delle due parti in cui si divide un conto. Viene anche identificato semplicemente come "-" (meno). Nei conti a sezioni contrapposte, l'avere si trova nella colonna di destra, mentre a sinistra c'è la colonna "Dare\+".
In questa colonna vanno registrati gli outflow di condizioni produttive, ovvero quando si hanno variazioni numerarie e non numerarie negative.
Bisogna precisare due cose:
- il nome Avere non è altro che frutto di una convenzione proveniente dal tempo in cui l'accounting muoveva i primi passi (ovvero quando emerge il commercio)
- il segno "-" non implica necessariamente una situazione negativa. Se si considera, infatti, lo stato patrimoniale, nella colonna Avere\- si avranno, ad esempio, il capitale sociale o i mutui passivi, mentre nel conto economico rappresenta l'uscita, ad esempio, dei prodotti finiti e venduti (si noti la contrapposizione: la colonna "-" del conto economico contiene quegli elementi che influenzano positivamente il reddito di esercizio).